# 7人制ラグビー男子イングランド代表
7人制ラグビー男子イングランド代表（英語: England national rugby sevens team）は、国際大会に派遣される7人制ラグビーの男子イングランド代表チームである。
ワールドラグビーセブンズシリーズ、ラグビーワールドカップセブンズなどに出場している。なおオリンピックは代表チームがオリンピック委員会単位での出場しか認められていないので出場できない。

## 歴史
7人制ラグビー初の国際トーナメント大会1973年国際セブンズAサイド・トーナメントで優勝。
その後第1回ラグビーワールドカップセブンズを制し、2004年、初となるワールドラグビー最優秀男子セブンズ選手賞を同代表シモン・アモールが受賞した。

## 成績

### ワールドカップ
| 年   | ラウンド           | 順位 | 試 | 勝 | 負 | 分 |
| ---- | ------------------ | ---- | -- | -- | -- | -- |
| 1993 | カップ優勝         | 1    | 10 | 8  | 2  | 0  |
| 1997 | カップ準々決勝敗退 | 8    | 5  | 4  | 1  | 0  |
| 2001 | カップ準々決勝敗退 | 6    | 6  | 3  | 3  | 0  |
| 2005 | カップ準決勝敗退   | 3    | 7  | 5  | 2  | 0  |
| 2009 | カップ準々決勝敗退 | 7    | 4  | 3  | 1  | 0  |
| 2013 | カップ準優勝       | 2    | 6  | 5  | 1  | 0  |
| 2018 | カップ準優勝       | 2    | 4  | 3  | 1  | 0  |
| 計   | 優勝 1回           | 7/7  | 42 | 31 | 11 | 0  |

### ワールドセブンズシリーズ
- 1999-2000シーズン - 9位
- 2000-2001シーズン - 7位
- 2001-2002シーズン - 3位
- 2002-2003シーズン - 2位
- 2003-2004シーズン - 2位
- 2004-2005シーズン - 3位
- 2005-2006シーズン - 2位
- 2006-2007シーズン - 5位
- 2007-2008シーズン - 5位
- 2008-2009シーズン - 3位
- 2009-2010シーズン - 5位
- 2010-2011シーズン - 3位
- 2011-2012シーズン - 3位
- 2012-2013シーズン - 6位
- 2013-2014シーズン - 4位
- 2014-2015シーズン - 4位
- 2015-2016シーズン - 8位
- 2016-2017シーズン - 2位
- 2017-2018シーズン - 5位
- 2018-2019シーズン - 5位

## 直近大会の代表スコッド
1. トム・ミッチェル
2. フィル・バージェス
3. マイク・エレリー
4. トム・ボーウェン
5. アレックス・デーヴィス
6. ウィル・エドワーズ
7. ウィル・グローバー
8. チャールトン・ケアー
9. ベン・ハリス
10. トム・エメリー
11. アルフィー・ジョンソン
12. ノア・シクストン
13. ウィル・ヘンディー

## 主な歴代選手
- ダン・ノートン